# امیدآباد بختک
امیدآباد بختک یا امیرآباد روستایی در دهستان سرباز بخش مرکزی شهرستان سرباز استان سیستان و بلوچستان ایران است.

## جمعیت
بر پایه سرشماری عمومی نفوس و مسکن در سال ۱۳۹۵ جمعیت این روستا ۱۷۴ نفر (۵۱خانوار) بوده‌است.